# 欧州司法機構
欧州司法機構（おうしゅうしほうきこう、英: Eurojust、ユーロジャスト）は、欧州連合の専門機関のひとつ。オランダ王国デン・ハーグに所在している。2002年に設立され、域内における司法協力を担当している。
各加盟国の検察官、判事、警察官、またはこれらと同等の職権を持つもので構成されている。その目的は、国境を越えた組織犯罪の捜査と訴追のさいの各国当局間の効率化である。

## 創設
1999年10月15-16日に行われたタンペレ欧州理事会において、重大犯罪への対応の強化のために常設の司法協力組織が必要であるという考え方が一致し、その創設が決定された。
2000年12月14日、欧州連合理事会は、前身となる司法協力組織の設立を決定した。これは、全加盟国から検察官を集めて実際に機能するかを試すことが目的であった。2001年3月1日より前身機関が発足し、その後、2002年に正式に発足した。

## 将来

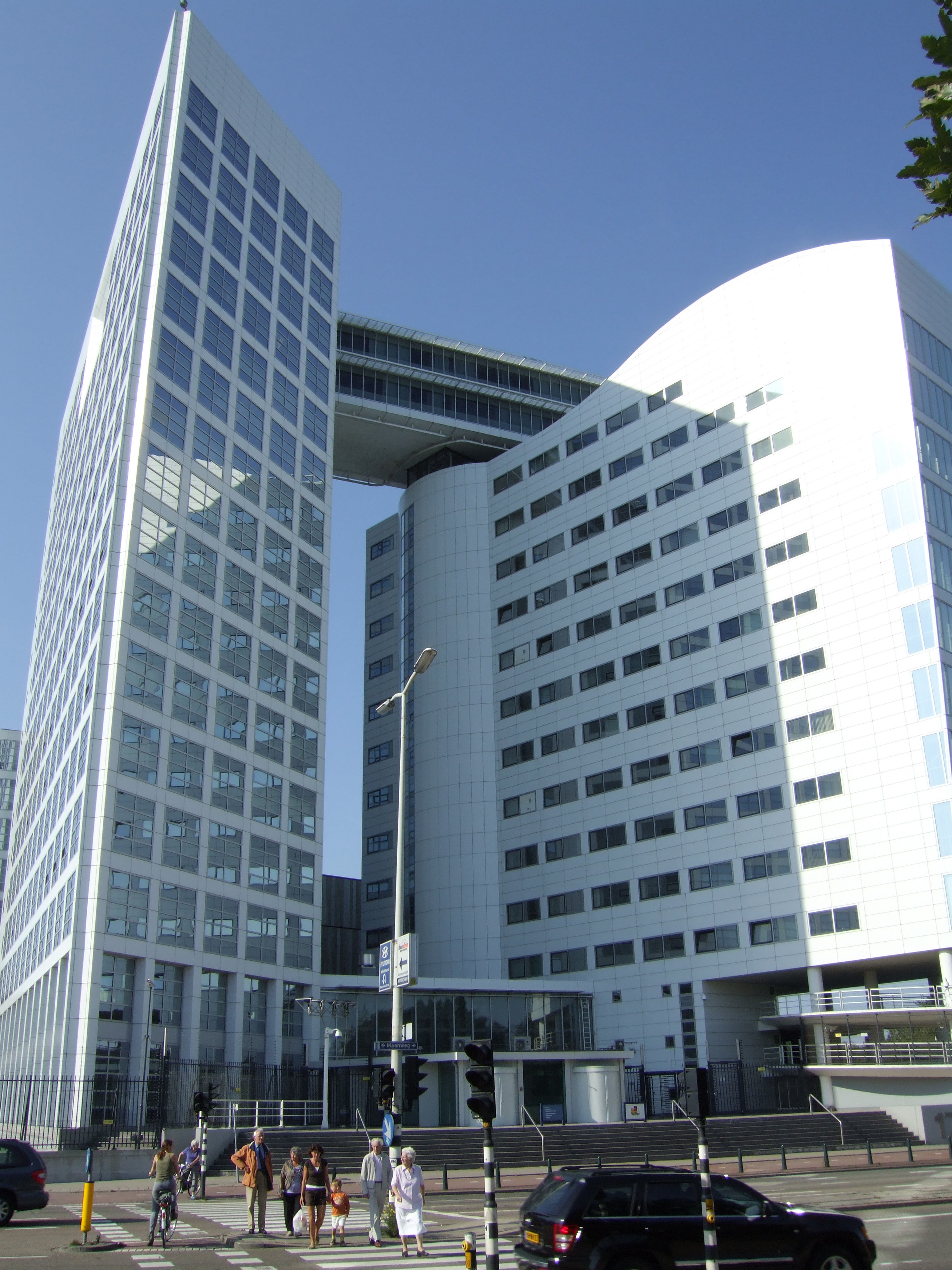
入居するビル（オランダハーグ）。国際刑事裁判所も同じビルに入居している。

2007年、欧州委員会は、権限拡大に関する法案を提出した。その法案では機構に集められている各国の代表の権限について、従来はさまざまな様態であるものを、最低限の権限を規定し、また継続性を確保するために最低3年間の任期で再任を可能にする内容の調整を行うことが盛り込まれている。また機構の職員に対して各国のテロ事件、犯罪歴、DNA、収監記録についてのデータベースにアクセスする権限を与えることも含まれている。これは加盟国と機構の協力体制を確保し、また機構が管轄する事件の件数が、2006年から2007年の1年間で29%増加するなど、このような傾向に対応するためである。リスボン条約で創設が規定されている欧州検察官事務所に発展することが見込まれている。